# Euonymus glandulosus
Euonymus glandulosus är en benvedsväxtart som först beskrevs av Merrill, och fick sitt nu gällande namn av Ding Hou. Euonymus glandulosus ingår i släktet Euonymus och familjen Celastraceae. Inga underarter finns listade.